# Placynthium asperellum
Placynthium asperellum är en lavart som först beskrevs av Erik Acharius, och fick sitt nu gällande namn av Vittore Benedetto Antonio Trevisan de Saint-Léon. Placynthium asperellum ingår i släktet Placynthium och familjen Placynthiaceae.  Arten är reproducerande i Sverige. Inga underarter finns listade i Catalogue of Life.